# Desmarestia
Genre
Synonymes
- Desmia Lyngbye, 1819[2]
- Dichloria Greville, 1830[2]
- Herbacea Stackhouse, 1809[2]
- Iridea Stackhouse, 1816[2]
- Spinularia[2]
- Spinularius Roussel, 1806[2]
- Tabacopsis K.Okamura, 1902[2]
- Trinitaria Bory de Saint-Vincent, 1829[2]

Desmarestia est un genre d'algues brunes de la famille des Desmarestiaceae. Il est nommé en honneur d’Anselme Gaëtan Desmarest, zoologiste français du XIXe siècle.

## Liste d'espèces
Selon AlgaeBase (3 février 2019) :
- Desmarestia aculeata (Linnaeus) J.V.Lamouroux (espèce type)
- Desmarestia anceps Montagne
- Desmarestia antarctica R.L.Moe & P.C.Silva
- Desmarestia chordalis J.D.Hooker & Harvey
- Desmarestia confervoides (Bory) M.E.Ramírez & A.F.Peters
- Desmarestia dudresnayi J.V.Lamouroux ex Léman
- Desmarestia farcta Setchell & Gardner
- Desmarestia filamentosa E.Y.Dawson
- Desmarestia herbacea (Turner) J.V.Lamouroux
- Desmarestia inanis Postels & Ruprecht
- Desmarestia intermedia Postels & Ruprecht
- Desmarestia japonica H.Kawai, T.Hanyuda, D.G.Müller, E.C.Yang, A.F.Peters & F.C.Küpper
- Desmarestia kurilensis Yamada
- Desmarestia latifrons (Ruprecht) Kützing
- Desmarestia latissima Setchell & Gardner
- Desmarestia ligulata (Stackhouse) J.V.Lamouroux
- Desmarestia menziesii J.Agardh
- Desmarestia munda Setchell & N.L.Gardner
- Desmarestia patagonica Asensi
- Desmarestia pinnatinervia Montagne
- Desmarestia pteridoides Reinsch
- Desmarestia rossii J.D.Hooker & Harvey
- Desmarestia tortuosa A.R.O.Chapman
- Desmarestia tropica W.R.Taylor
- Desmarestia viridis (O.F.Müller) J.V.Lamouroux

Selon ITIS (3 février 2019) :
- Desmarestia aculeata
- Desmarestia dresnayi
- Desmarestia intermedia
- Desmarestia kurilensis Yamada
- Desmarestia latifrons Kütz.
- Desmarestia ligulata Lightfoot
- Desmarestia viridis Mull.

Selon NCBI (3 février 2019) :
- Desmarestia aculeata
- Desmarestia anceps
- Desmarestia antarctica
- Desmarestia chordalis
- Desmarestia confervoides
- Desmarestia distans (C.Agardh) J.Agardh 1848
- Desmarestia dudresnayi J.V.Lamouroux ex Leman 1819
- Desmarestia firma (C.Agardh) Skottsberg 1907
- Desmarestia gayana Montagne 1852
- Desmarestia herbacea J.V.Lamouroux 1813
- Desmarestia japonica Kawai & al. 2014
- Desmarestia latifrons
- Desmarestia latissima
- Desmarestia ligulata (Stackhouse) J.V.Lamouroux 1813
- Desmarestia menziesii
- Desmarestia muelleri M.E.Ramrez & A.F.Peters 1993
- Desmarestia munda
- Desmarestia patagonica Asensi in Asensi & Gonalves Carralves 1972
- Desmarestia peruviana Montagne 1839
- Desmarestia tabacoides Okamura 1908
- Desmarestia viridis

Selon World Register of Marine Species (3 février 2019) :
- Desmarestia aculeata (Linnaeus) J.V.Lamouroux, 1813
- Desmarestia anceps Montagne, 1842
- Desmarestia antarctica R.L.Moe & P.C.Silva, 1989
- Desmarestia chordalis J.D.Hooker & Harvey, 1845
- Desmarestia confervoides (Bory de Saint-Vincent) M.E.Ramírez & A.F.Peters, 1993
- Desmarestia dresnayi J.V.Lamouroux ex Léman, 1819
- Desmarestia dudresnayi J.V.Lamouroux ex Léman, 1819
- Desmarestia farcta Setchell & Gardner, 1924
- Desmarestia filamentosa E.Y.Dawson, 1944
- Desmarestia herbacea (Turner) J.V.Lamouroux, 1813
- Desmarestia inanis Postels & Ruprecht, 1840
- Desmarestia intermedia Postels & Ruprecht, 1840
- Desmarestia japonica H.Kawai, T.Hanyuda, D.G. Müller, E.C.Yang, A.F.Peters & F.C. Küpper, 2014
- Desmarestia kurilensis Yamada, 1935
- Desmarestia latifrons (Ruprecht) Kützing, 1859
- Desmarestia latissima Setchell & Gardner, 1920
- Desmarestia ligulata (Stackhouse) J.V.Lamouroux, 1813
- Desmarestia menziesii J.Agardh, 1848
- Desmarestia munda Setchell & N.L.Gardner, 1924
- Desmarestia patagonica Asensi, 1972
- Desmarestia pinnatinervia Montagne, 1842
- Desmarestia pteroides Reinsch, 1888
- Desmarestia rossii J.D.Hooker & Harvey, 1845
- Desmarestia tortuosa A.R.O.Chapman, 1970
- Desmarestia tropica W.R.Taylor, 1945
- Desmarestia viridis (O.F.Müller) J.V.Lamouroux, 1813